# Denek Bat Bayonne Urcuit
Denek Bat Bayonne Urcuit est un club français de basket-ball. Le club est basé dans la ville d'Urcuit (mais évolue dans la salle de Bayonne). Avant de s'exiler pendant deux saisons à Anglet de 2008-2010. L'équipe professionnelle qui évolue en NM1 est dissoute à la fin de la saison 2009-2010 pour des raisons financières.

## Historique
C'est en 1952, à Urcuit, que l'association Bethi-Gaste change de nom pour devenir (eu) Denek-Bat (tous pour un). Il s'agit alors d'une association multiculturelle et omnisports. Le Denek-Bat Urcuit naîtra sous forme d'association sportive en 1961.
Afin de pérenniser sa place dans les hautes divisions du championnat français, le Denek Bat Urcuit déménage dans le Palais des Sports Lauga à Bayonne et change alors de dénomination, en 1999, pour devenir Denek Bat Bayonne Urcuit. Avant de s'exiler pendant deux saisons à Anglet de 2008-2010. L'équipe professionnelle qui évolue en NM1 est dissoute à la fin de la saison 2009-2010 pour raison financière.
En 2012 le Denek bat fête ses 60 ans.

## Palmarès
- Champion de France de Nationale 2 : 2008

## Entraîneurs successifs
- 2003-2006 : Freddy Hufnagel
- 2007-2008 : Chris Singleton
- 2005 : Fabrice Calmon